# Cratena
Genre
Synonymes
- Rizzolia Trinchese, 1877

Cratena est un genre de mollusques nudibranches de la famille des Facelinidae.

## Description
Ce sont de petits nudibranches éolidiens. Leur corps est allongé, avec un dos recouvert de cérates (appendices servant à la respiration, à la digestion et à la défense) et une tête pourvue de rhinophores (appendices sensoriels) et de longs tentacules buccaux blancs (souvent recourbés vers le haut, donnant l'allure de défenses d'éléphant), comportant à leur base des « taches oculaires ».

## Liste des espèces
Selon World Register of Marine Species (23 février 2018) :
- Cratena affinis (Baba, 1949)
- Cratena capensis (Barnard, 1927)
- Cratena cornuta (Risbec, 1928)
- Cratena cucullata Bergh, 1905
- Cratena diffusa (Risbec, 1928)
- Cratena grisea (Risbec, 1928)
- Cratena lineata (Eliot, 1905)
- Cratena minor Padula, Araújo, Matthews-Cascon & Schrödl, 2014
- Cratena peregrina (Gmelin, 1791)
- Cratena pilata (Gould, 1870)
- Cratena scintilla (Ortea & Moro, 1998)
- Cratena simba (Edmunds, 1970)
- Cratena tema Edmunds, 2015

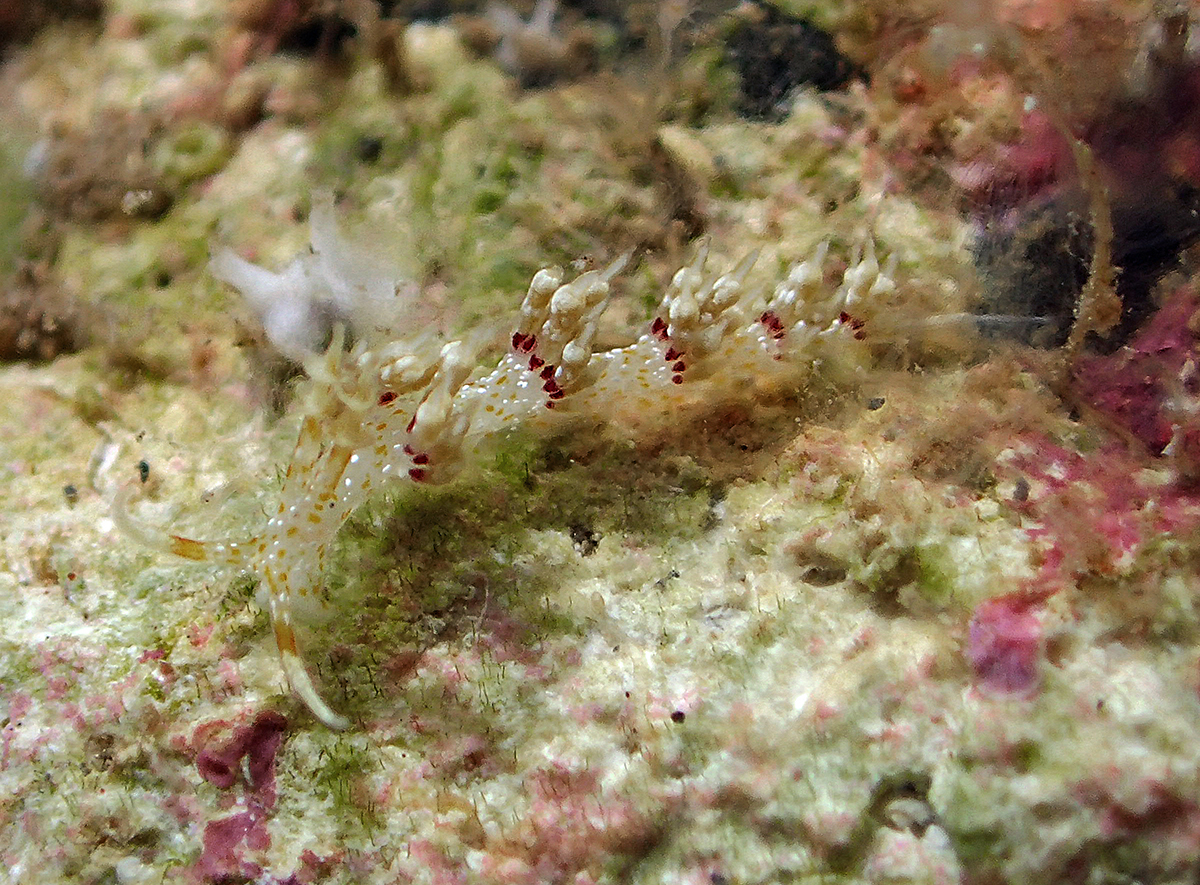
Cratena cf. affinis.
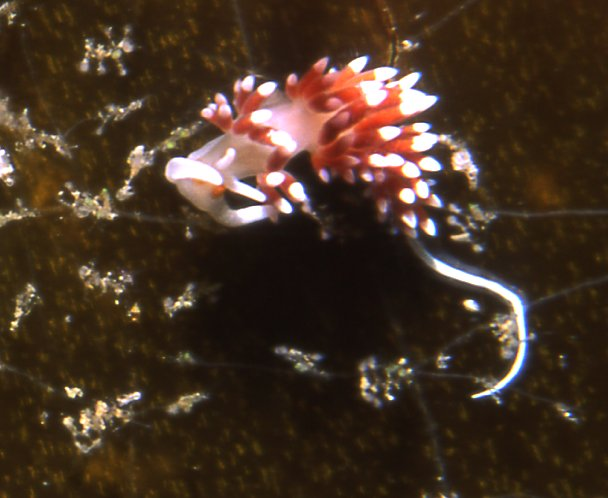
Cratena capensis.
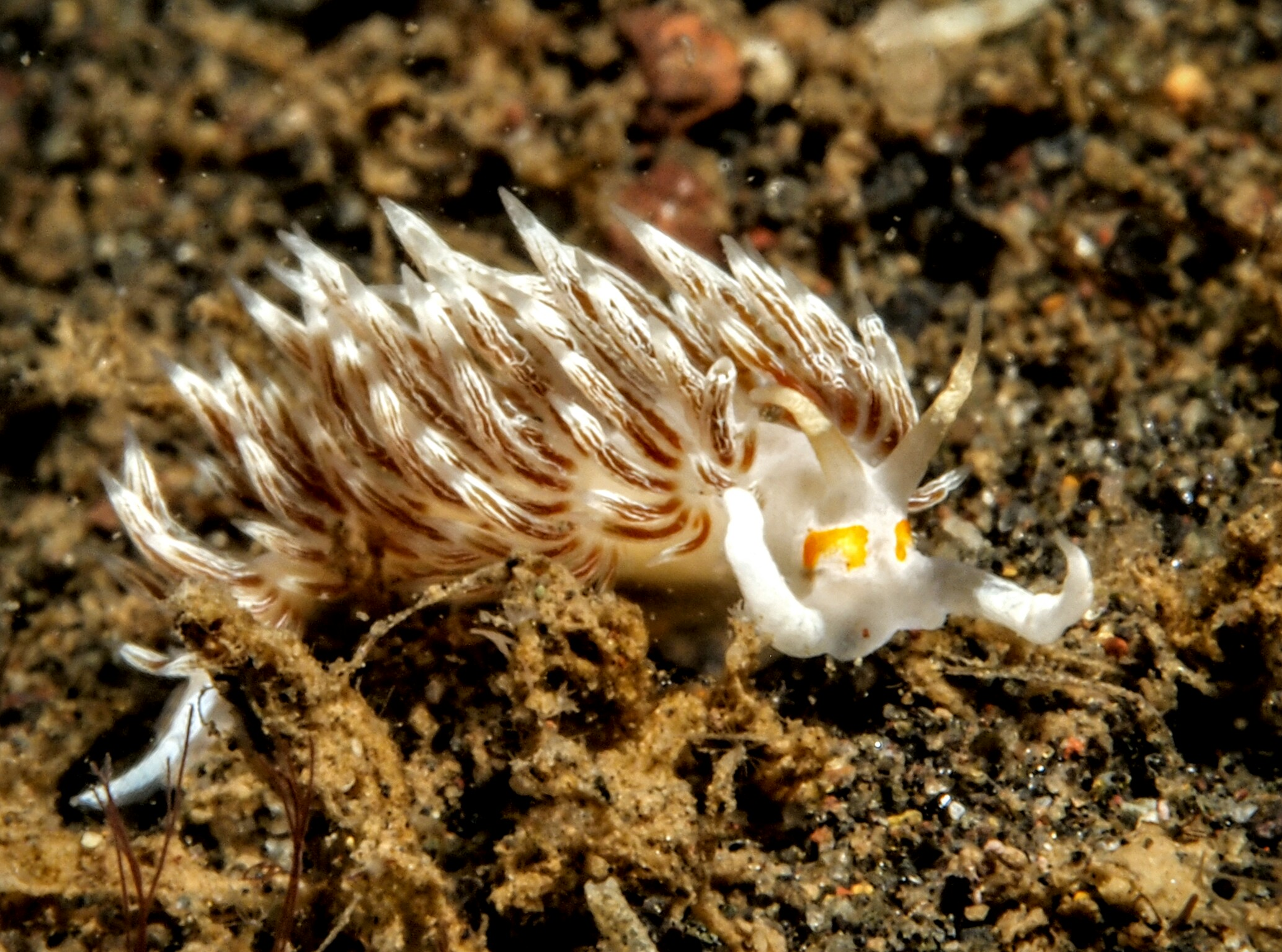
Cratena lineata.
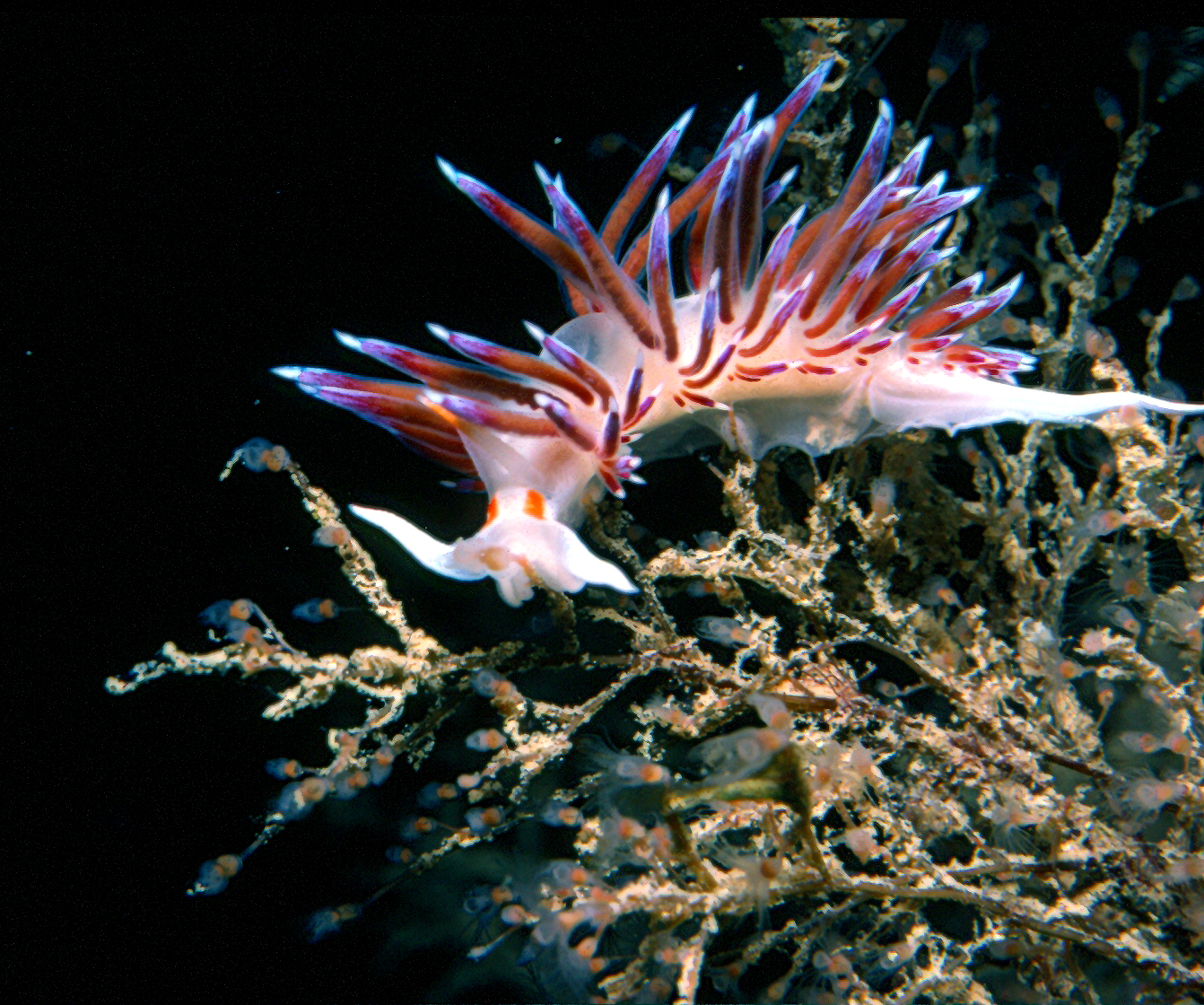
Cratena peregrina.
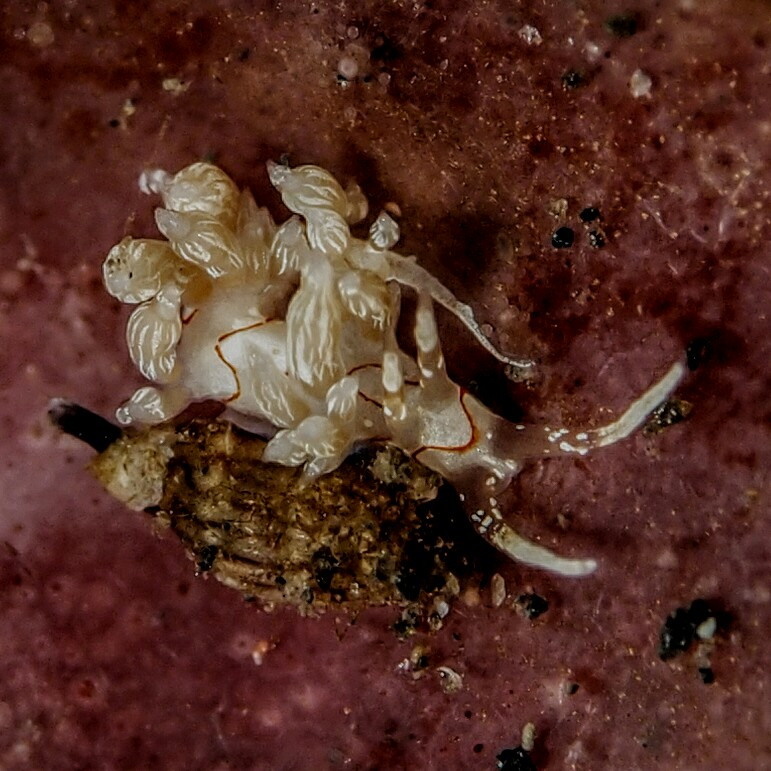
Cratena simba.